# Вічнозелені рослини

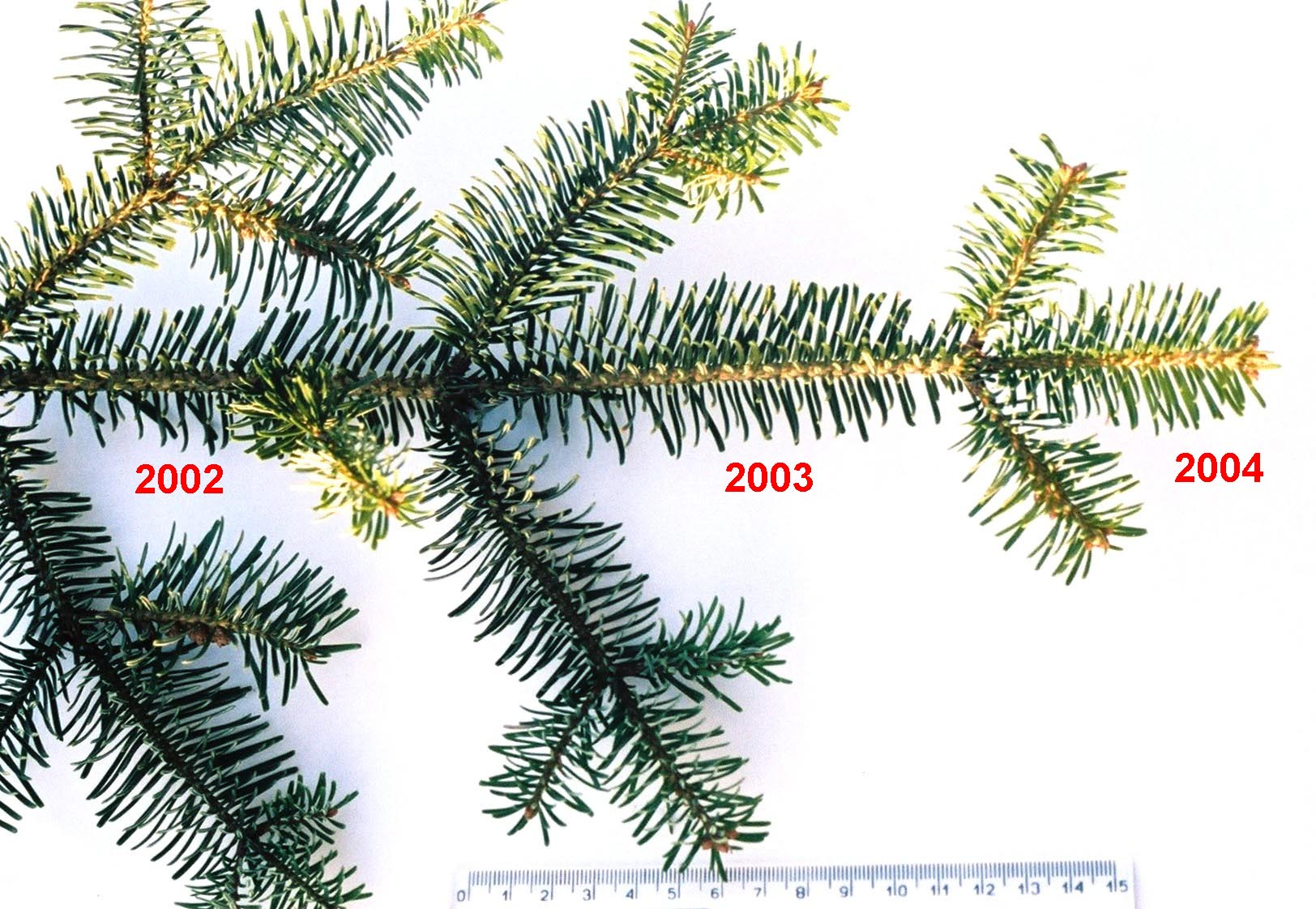
Пагін білої ялиці показує листя трьох років

Вічнозелені рослини в ботаніці — рослини, чиє листя зберігається протягом всього року і кожен лист зберігається на дереві більше 12 місяців. В протилежність вічнозеленим, існують так звані листопадні рослини, чиє листя опадає в певну пору року у зв'язку з холодним або посушливим кліматом, і напівлистопадні рослини, чиє листя обпадає у зв'язку з несприятливими погодними умовами.
Збереження листків на вічнозелених рослинах сильно варіює: у одних рослин воно опадає трохи більше ніж через рік і відразу замінюються новим; у інших вони тримаються багато років. Рекорд збереження одного і того ж листя належить остистій сосні (Pinus longvaeva) — її хвоя тримається до 45 років. Проте, тільки у небагатьох видів листя не обпадає понад 5 років.
Ще одною особливою рослиною є вельвічія дивовижна (Welwitschia mirabilis) — африканська голонасінна рослина, у якої утворюється лише два листка, які ростуть постійно протягом всього життя рослини, але при цьому поступово стираються на кінці, внаслідок чого одна листкова тканина зберігається протягом 20-40 років. Більшість рослин вологих тропічних лісів є вічнозеленими, оскільки для них відсутні два чинники, що роблять рослини листопадними — холод і посуха. Рослини на територіях з прохолоднішим або посушливішим кліматом можуть бути як листопадними, так і вічнозеленими. При холодних температурах тільки відносно невелика кількість видів, переважно хвойних рослин, є вічнозеленими.
Вічнозелені рослини в несприятливих кліматичних умовах мають інші ознаки адаптації до низького вмісту живильних речовин. Листопадні рослини зменшують потребу в живильних речовинах з обпаданням листя, і в зимовий час всі необхідні нутрієнти отримують із землі, у тому числі і для відтворення нового листя. У помірному кліматі опале листя або хвоя вічнозелених рослин має вищий вміст вуглецевого азоту в порівнянні з листопадними рослинами, таким чином вона вносить свій внесок до вищої кислотності ґрунту і нижчого вмісту азоту ґрунту. Такі умови сприяють зростанню вічнозелених рослин і навпаки, перешкоджають розвитку листопадних.
Коли є доступ лише до малої кількості живильних речовин, вічнозелені рослини мають перевагу, навіть при тому, що їхнє листя і голки повинні бути в змозі протистояти холоду або посусі, і таким чином менш ефективні при фотосинтезі. У тепліших регіонах багато видів вічнозелених рослин, таких як деякі сосни і кипариси ростуть на бідних ґрунтах і порушеному ґрунті. Деякі види рододендронів — роду вічнозелених широколистяних рослин — ростуть в стиглих лісах, але зазвичай вибирають місця на дуже кислому ґрунті, де живильні речовини менш доступні для рослин. У тайзі або арктичних лісах у вічнозелених рослин також є перевага, оскільки земля достатньо холодна для швидкого розпаду органічних речовин. У помірному кліматі опале листя або хвоя вічнозелених рослин має вищий вміст вуглецевого азоту в порівнянні з листопадними рослинами, таким чином вона вносить свій вклад до вищої кислотності ґрунту і нижчого вмісту азоту ґрунту. Такі умови сприяють зростанню вічнозелених рослин і навпаки, перешкоджають розвитку листопадних.